# Bouloukombo
Le Bouloukombo est une montagne du Mayombe. Elle est située dans le sud du district de Londéla-Kayes dans le Niari au Congo-Brazzaville, près de la frontière avec le Congo-Kinshasa tracée par le Louango dans la vallée de son côté sud.